# SS Magnetic (1891)

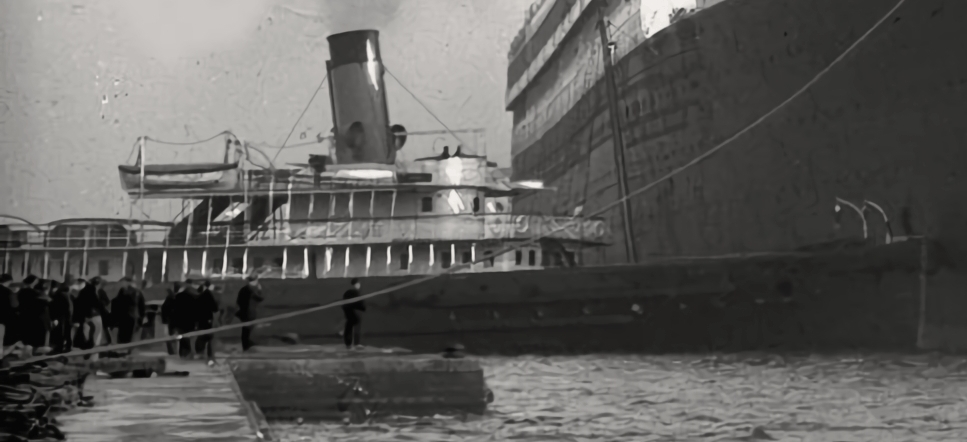
Parník SS Magnetic v Belfastu roku 1912

SS Magnetic byl malý parník společnosti White Star Line vybudovaný v loděnicích Harland & Wolff v Belfastu. Sloužil jako parník převážející cestující na větší loď, která nemohla zakotvit přímo v přístavu. V roce 1932 byl prodán a následně sešrotován v roce 1935.